# Refúgio de l'Envers des Aiguilles
O refúgio de l'Envers des Aiguilles é um dos quatro refúgios de montanha dos percursos das Aiguilles de Chamonix, no maciço do Monte Branco, em França. Os outros três são o Refúgio des Cosmiques, do Refúgio du Requin e o Refúgio du Plan de l'Aiguille.
O refúgio está virado para as Aiguilles de Chamonix pelo que não é visto do vale, e daí o seu nome .

## Características
- Altitude: 2523 m
- Capacidade: 60 de inverno com guarda - 12 de verão sem guarda
- Desnível da subida: 750 m
- Tempo de subida: 3 h

Gerido pelo Clube alpino francês (CAF), está situada acima da mar de Gelo, tem em frente o Dent du Géant e o monte Mallet.
Na parte de baixo de múltiplas Aiguilles de Chamonix está bem situado para as:
- itinerário rochosas: Roc, Blaitière, Maluco, ...
- itinerário alpinismo: Grépon, Mar de Gelo, ...
- caminhadas: circuito do Mar de Gelo

## Imagens
31 imagens na referência C2C